# 热尔梅方丹
热尔梅方丹（法語：Germéfontaine，法語發音：[ʒɛʁmefɔ̃tɛn]）是法国杜省的一个市镇，属于蓬塔利耶区。

## 地理
热尔梅方丹（47°13'30"N, 6°28'2"E）面积11.16 平方千米，位于法国勃艮第-弗朗什-孔泰大區杜省，该省份为法国东部内陆省份，北起上索恩省，西接汝拉省，东部及东南部与瑞士接壤，东北部与贝尔福地区省接壤。
与热尔梅方丹接壤的市镇（或旧市镇、城区）包括：朗德雷斯、拉索梅特、皮埃尔方丹莱瓦朗、维莱谢夫、维莱拉孔布、栋普雷勒、拉维龙。
热尔梅方丹的时区为UTC+01:00、UTC+02:00（夏令时）。

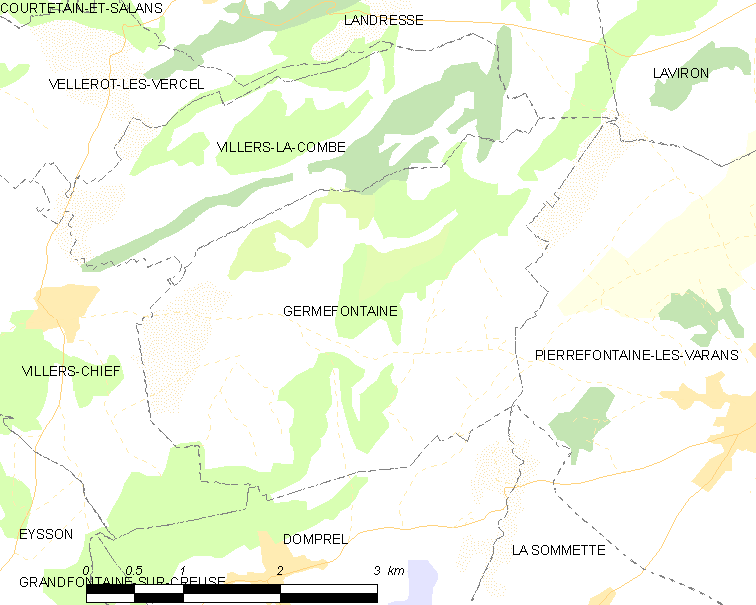
热尔梅方丹的OSM定位图

## 行政
热尔梅方丹的邮政编码为25510，INSEE市镇编码为25268。

## 政治
热尔梅方丹所属的省级选区为瓦尔达翁县。

## 人口

1962-2008年间热尔梅方丹人口变化图示

热尔梅方丹于2022年1月1日时的人口数量为117人。